# Euphonia
Euphonia é um género de aves passeriformes fringilídeas que contém 27 espécies de gaturamos, das quais 13 ocorrem no Brasil.
A maioria dessas aves possuem as partes de cima pretas ou púrpuras e o peito e o ventre amarelos. Muitas também possuem a frente pálida e a parte debaixo da cauda branca.
O género já foi incluído na família Thraupidae.

## Espécies
Contém as seguintes espécies:
- Gaturamo-anão, Euphonia plumbea
- Fim-fim, Euphonia chlorotica
- Gaturamo-capim, Euphonia finschi
- Gaturamo-verdadeiro, Euphonia violacea
- Gaturamo-de-bico-grosso, Euphonia laniirostris
- Cais-cais, Euphonia chalybea
- Gaturamo-rei, Euphonia cyanocephala
- Gaturamo-verde, Euphonia chrysopasta
- Gaturamo-de-barriga-branca, Euphonia minuta
- Fim-fim-grande, Euphonia xanthogaster
- Gaturamo-do-norte, Euphonia rufiventris
- Gaturamo-preto, Euphonia cayennensis
- Ferro-velho (pássaro), Euphonia pectoralis
- Euphonia anneae
- Euphonia imitans
- Euphonia fulvicrissa
- Euphonia gouldi
- Euphonia mesochrysa
- Euphonia elegantissima
- Euphonia musica
- Euphonia hirundinacea
- Euphonia luteicapilla
- Euphonia trinitatis
- Euphonia concinna
- Euphonia saturata
- Euphonia affinis
- Euphonia jamaica